# Spring Grove (Pennsylvanie)
Pour les articles homonymes, voir Spring Grove.
Spring Grove est un borough situé au centre du comté de York, en Pennsylvanie, aux États-Unis,. En 2010, il comptait une population de 2 167 habitants, estimée au 1er juillet 2020 à 2 322 habitants. Le borough est fondé en 1747 et incorporé en 1882.

## Démographie
Lors du recensement de 2010, le borough comptait une population de 2 167 habitants. Elle est estimée, en 2020, à 2 322 habitants.